# Ostrov, Havlíčkův Brod
Ostrov là một làng thuộc huyện Havlíčkův Brod, vùng Vysočina, Cộng hòa Séc.